# USS Saipan (CVL-48)
El USS Saipan (CVL-48) fue un portaaviones ligero de la Armada de los Estados Unidos, y dio nombre a su clase. Más tarde fue reclasificado como buque de mando en 1963-1964, convirtiéndose en Major Communications Relay Ship Arlington (AGMR-2) en el año 1965.El USS Saipan fue puesto en grada el 10 de julio de 1944 por la Nueva York Shipbuilding Corporation, Camden, Nueva Jersey, y botado el 8 de julio de 1945, siendo amadrinado por Harriet McCormack Joyce esposa de John W. McCormack, y entró en servicio el 14 de julio de 1946, siendo su primer Comandante el Capitán de Navío John G. Crommelin.

## Asignación
Asignado once meses después del final de la Segunda Guerra Mundial, el USS Saipan sirvió como plataforma de entrenamiento para cadetes de la Base Aérea de Pensacola en Pensacola, Florida desde septiembre de 1946 hasta abril de 1947, cuando se le asignó como puerto base en Norfolk, Virginia. En noviembre, volvió a Pensacola, y a finales de diciembre, después de acabada la formación de los guardiamarinas, zarpo hacia la costa este de servir con la Operational Development Force.
Del 7 al 24 de febrero de 1948, transporto a la delegación de Estados Unidos a Venezuela para la toma del nuevo presidente venezolano. En abril, tras una visita a Portsmouth Nuevo Hampshire, volvió a ser asignado al Operational Development Force. El día 18 releva al USS Mindoro (CVE-120) como buque insignia de la Carrier Division 17 (CarDiv 17).

## Escuadrón de Caza 17A

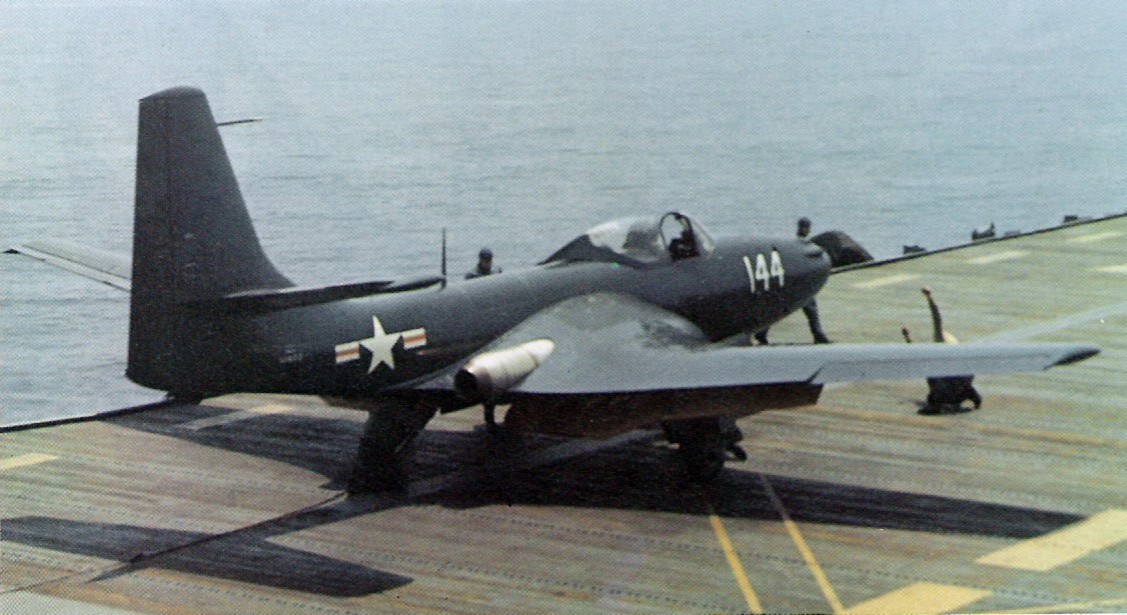
FH-1 Phantom del escuadrón VF-17A a bordo del USS Saipan, mayo de 1948.

El 19 de abril, partió de Norfolk hacia Quonset Point, Rhode Island, donde el 3 de mayo, embarcó el Escuadrón de Caza 17A. Tres días más tarde, todos los pilotos se habían cualificado en los aviones FH-1 Phantom. El escuadrón fue el primero en contar con aviones a reacción con base en un portaaviones.
De regreso a Norfolk, fue relevado como buque insignia. En junio, regresó a las aguas de Nueva Inglaterra, y en julio, se inició la revisión en Norfolk. El día 24, se le ordenó embarcar dos helicópteros XHJS-1, de la Armada y tres HRP-1 de los Marines y poner rumbo hacia el norte a Groenlandia para ayudar en el rescate de once pilotos. Partieron de Norfolk el día de Navidad, el CVL arribó a Cabo Farewell el día 28 y comenzaron los preparativos para el rescate, tan pronto como lo permitiera el tiempo. El día 29 sin embargo, un C-47, modificado para que pudiera aterrizar en la capa de hielo, consiguió llegar al lugar donde estaban los pilotos procediendo a rescatarlos.
El USS Saipan regresó a Norfolk el 31 de diciembre, y zarpo de nuevo el 28 de enero de 1949. Puso rumbo hacia la Bahía de Guantánamo donde se realizaron unos ejercicios en marzo y regresó a Hampton Roads el día 10. Tres meses más tarde, realizó un crucero, en el cual pilotos de la Marina Real Canadiense se cualificaron para poder operar desde portaaviones.
Desde noviembre de 1949 hasta marzo de 1951, el USS Saipan permaneció en la costa este, operando desde el sur de Virginia Capes. El 6 de marzo de 1951, se puso en marcha como buque insignia de la CarDiv 14, fue asignado a la Sexta Flota. El 8 de junio, estaba de vuelta en Norfolk, donde reanudó las operaciones en el Atlántico, desde Groenlandia hasta el Caribe.
El USS Saipan fue asignado a la Segunda Flota, interrumpiendo sus operaciones para realizar cruceros de formación con los Guardiamarinas durante los veranos de 1952 y 1953 y para una revisión. En octubre de 1953, zarpo rumbo a la costa este cruzando el Canal de Panamá y el Pacífico. El 30 de octubre, llegó a San Diego, para poner rumbo a Pearl Harbor, y Yokosuka, para llegar frente a las costas de Corea en apoyo del acuerdo de tregua.
Fue asignado a la TF-95, que se dedicaba principalmente a la vigilancia y misiones de reconocimiento a lo largo de la costa y en las patrullas de inspección de las islas al sur del Paralelo 38. En enero de 1954, interrumpió sus patrullas para proporcionar apoyo aéreo a LST Japoneses que transportaban chinos prisioneros de guerra chinos desde Inchon a Taiwán. A principios de febrero, participó en ejercicios anfibios en las Islas Ryūkyū, regresó a Inchon por si fuera necesaria una evacuación de las tropas Indias de Panmunjom. En marzo, los ejercicios anfibios se realizaron en Bonins. Luego regresó a Japón, pero en lugar de reanudar las patrullas, embarco 25 aviones F4U Corsair y cinco helicópteros Sikorsky H-19 en Yokosuka y puso rumbo sur. El 18 de abril, pilotos del 324-VMA despegaron del portaaviones con sus F4U y aterrizaron en la Base Aérea de Đà Nẵng Tourane (hoy conocida como Đà Nẵng), para apoyar las fuerzas aeronavales francesas en la Batalla de Điện Biên Phủ en el último día de la Guerra de Indochina. Los F4U fueron entregados a las fuerzas francesas. Ese mismo día, el USS Saipan entró en el puerto, para descargar las piezas de repuesto y el personal de mantenimiento, una vez terminada la descarga partió rumbo a Manila.
El día 20, a su llegada a Filipinas desembarco al personal y los helicópteros de la USAF, y se reanudó las operaciones en la costa de Corea. El 8 de mayo, puso rumbo a Sasebo, permaneciendo en aguas japonesas hasta el día 24 del mismo mes. Al día siguiente, zarpo de nuevo poniendo rumbo a Norfolk, en su regreso a casa cruzó el Canal de Suez. El 20 de julio, completó su crucero alrededor del mundo.

## Huracán Hazel
En octubre de 1954, el USS Saipan navegó hacia la zona del Caribe. El Huracán Hazel había golpeado con toda su crudeza a las Antillas Mayores, arrasando grandes zonas de la La Española. El portaaviones fue asignado de inmediato a las labores de socorro. Del 13 al 20, se llevaron alimentos, suministros médicos y personal especializado a zonas aisladas de Haití, después de haber recibido los honores del gobierno haitiano, regresó a Norfolk. El 1 de noviembre, entró en el astillero para una revisión, reanudando sus operaciones en abril de 1955 con un crucero al Caribe. En junio, fue asignado de nuevo al centro de entrenamiento de la aviación en Pensacola, y durante el verano, se llevaron a cabo ejercicios de calificación. A finales de septiembre, se le ordenó poner rumbo a México, que se había visto azotado por el Huracán Hilda, para colaborar en las labores de rescate. Del 1 de octubre al 9 de octubre, sus helicópteros evacuaron a los supervivientes, distribuyeron alimentos, agua y suministros médicos, sobre todo en la zona de Tampico. El 12 de octubre, regresó a Pensacola, donde permaneció hasta abril de 1957. En el primero de ese mes, zarpo hacia Bayonne Nueva Jersey, Donde comenzó la inactivación y fue dado de baja el 3 de octubre de 1957.

## Reconversión
El 15 de mayo de 1959, el USS Saipan, fue asignado a la Flota de Reserva del Atlántico como Auxiliary Aircraft Landing Training Ship hasta marzo de 1963, se le asignó un nuevo numeral USS Saipan (AVT-6). En 1963 entró en dique seco en los astilleros Alabama Dry Dock and Shipbuilding Co, de Mobile, Alabama, para comenzar la conversión como buque de mando. Fue reclasificado como Major Communications Relay Ship AGMR-2 el 1 de septiembre de 1964 mientras aún en se encontraba en fase de conversión. El 8 de abril de 1965, fue renombrado Arlington, en honor del Condado de Arlington, Virginia, lugar donde se encontraba una de las estaciones de radio de la Armada, el 12 de agosto de 1966, completó su conversión. Como USS Arlington (AGMR-2), zarpó de Norfolk, reanudando el servicio el 27 de agosto de 1966.
En febrero de 1967, se dirigió al Golfo de Vizcaya, para la realización de unos ejercicios al norte de Europa. A finales de marzo, regresó a Norfolk, donde en abril, volvió a zarpar hacia el Caribe. A su regreso a la zona de Hampton Roads, se preparó para su despliegue en el Pacífico occidental.

## Vietnam
Zarpo de Norfolk, el 7 de julio, cruzó el Canal de Panamá y se dirigió a Pearl Harbor, Yokosuka, para finalmente atracar en la base naval de Bahía de Subíc, Filipinas, y junto con el USS Annapolis (AGMR-1) ex USS Gilbert Islands (CVE-107) realizaron su primer despliegue en Vietnam. Durante su primera patrulla en el Golfo de Tonkín del 21 de agosto al 18 de septiembre, fue asignado como enlace en las comunicaciones de la Séptima Flota. A su regreso a Filipinas después de su primera patrulla, el USS Arlington recibió un nuevo terminal para las comunicaciones vía satélite, el 2 de octubre, partió de Subic para Taiwán.
Tres días más tarde, regresó al Golfo de Tonkín, donde reanudó su función de enlace de comunicaciones. A finales de mes, se dirigió hacia el sur para proporcionar apoyo en las comunicaciones durante la operación Operación Market Time en el área de Vietnam del Sur. Después de 34 días en la zona, pasó cinco días en Hong Kong, para regresar a Subic Bay, de donde zarpo, a principios de diciembre, de nuevo hacia el Golfo de Tonkín para realizar su tercera patrulla en la zona Yankee Station. El 27 de diciembre dejó su zona de patrulla y se dirigió al norte. El 4 de enero de 1968, llegó a Yokosuka, y el 19 de enero comenzó los preparativos para regresar a Vietnam.
El 24 de enero regresó a Yankee Station, y el 26 de ese mismo mes, participó en unos ejercicios en el Mar del Japón, para regresar de nuevo a Yankee Station, lugar en el que estuvo asignado desde el 13 de febrero al 10 de marzo, regresó a Yokosuka el 14 de marzo, permaneciendo allí hasta el 3 de abril, el 10 de abril reanuda sus operaciones en el Golfo de Tonkín. Ese mismo mes completa su despliegue y visita Sídney, pero a mediados de junio, regresa a Yankee Station. Desde el 20 de julio al 22 de julio visita Hong Kong, para a continuación zarpar hacia Yokosuka.

## Nueva Misión
Desde finales de agosto hasta mediados de noviembre, completó dos giras más en Yankee Station, a principios de diciembre zarpo hacia Pearl Harbor. Durante su estancia en Pearl Harbor, se llevaron a cabo pruebas en las comunicaciones, el día 18 de diciembre partió de Hawái asignado a la Task Force (TF 130), como Manned Spacecraft Recovery Force en el Pacífico. Participó en la recuperación de Apolo 8 y volvió a Pearl Harbor, el 29 de diciembre. Dos días después, zarpo rumbo a Filipinas, y el 17 de enero de 1969, reanudó su misión en el Golfo de Tonkín. El 6 de febrero, partió de Yankee Station, después una parada en Yokosuka, llevó a cabo operaciones frente al sur de Japón y en las islas Ryukyu. A finales de marzo, zarpo rumbo a Hong Kong, de donde regresó a Vietnam.
Permanece en Yankee Station del 6 de abril al 14 de abril, el día 15 regresó a Pearl Harbor. A su llegada a Hawái el 2 de mayo se unió de nuevo a la TF 130. Una vez asignado como buque de mando, partió de Pearl Harbor el 11 de mayo rumbo al área de recuperación del Apolo 10 a unos 2400 kilómetros al sur de Hawái. El día 26, la cápsula fue recuperada y con los buques asignados regresó a Hawái. A partir de ahí, el USS Arlington puso rumbo a las Islas Midway, como apoyo en las comunicaciones para la conferencia Nixon-Thieu el 8 de junio.
El 27 de junio, buque regresó a la costa vietnamita. Sin embargo el 7 de julio, se le ordenó participar en otra misión de recuperación de una nave Apolo. Al llegar al área de recuperación el día 21, el día 22, se trasladó a Atolón Johnston. El día 23, embarcó el presidente Richard Nixon y al día siguiente se recuperó el Apolo 11. Una vez recuperada la cápsula el USS Arlington puso rumbo a Hawái, de donde zarpo hacia la costa oeste. El 21 de agosto, llegó, por primera vez, a su puerto-base en Long Beach, cuatro días más tarde pasó a San Diego para comenzar la inactivación. El USS Arlington fue dado de baja el 14 de enero de 1970 y asignado a la Inactive Fleet at San Diego. El barco fue dado de baja en el registro naval de buques el 15 de agosto de 1975, y fue vendido por el Defense Reutilization and Marketing Service (DRMS) para el desguace el 1 de junio de 1976.
Al USS Arlington (AGMR-2) se le concedieron 7 estrellas de campaña por su servicio en Vietnam.